# Bakalai
El pueblo bakalai también son conocidos como bakali o bakale. Son una rama de la etnia o pueblo sheke. En su mayoría  viven como agricultores o pescadores. Se integraron a varios pueblos de la región de la costa e interior de Guinea Ecuatorial y Camerún. Tienen lazos culturales y étnicos con los benga, de la etnia sheke y el pueblo noko de la etnia ndowe. En el pasado ejercieron el comercio entre la costa y el interior. Durante los siglos XVIII y XIX se implicaron en el tráfico de esclavos como la mayoría de los sheke.
El pasado guerrero y belicoso de los bakalai se mantenía vigente a finales del siglo XIX según relatos del antropólogo franco estadounidense Paul Belloni du Chaillu. En sus relatos etnográficos describe el respeto y temor que despertaban en las aldeas vecinas del pueblo eshira (ashira)  Sin embargo el avance de los fang a finales del siglo XIX provocará guerras que desbastarán un gran número de comunidades bakalai al igual que a sus vecinos shekiani. La ocupación de sus tierras provocará un proceso de asimilación de los bakalai y shekiani con la etnia  fang.

## Aldea de Bakalai
En una visita etnográfica de finales del siglo XIX narrada en el libro “A Journey to Ashango-Land- and further penetration into Equatorial Africa” se describe una aldea bakalai como un construcción con fines defensivos. Constaban de una calle única y estrecha cerrada en cada extremo por una puerta. Las casas a su vez  no tenían puertas a la vista en los muros exteriores. La descripción argumenta que el diseño permitía cerrar las puertas y evitar que un grupo de personas capturadas dentro de la aldea pudiera escapar. En la publicación se mencionan posibles saqueos y asesinatos de grupos de comerciantes. Aunque aparentemente lo que más temían los aldeanos eran los asaltos nocturnos desde aldeas vecinas con las que estaban en guerra.

## Gastronomía
Uno de los viajeros del relato de Paul Belloni du Chaillu  afirma haber comprado un trozo de cerdo salvaje secado al humo a cambio de unas cuentas.

## Costumbres
En el relato decimonónico de Du Paul Belloni du Chaillu se menciona un encuentro entre expedicionarios europeos y un jefe de aldea bakalai. Como bienvenida y a modo de contentar a los visitantes y buscar posibles favores comerciales les ofrece sus esposas y demás mujeres de la aldea para que mantengan relaciones sexuales con los expedicionarios durante su estadía. En otro pasaje del texto se afirma que un jefe bakalai tenía a su disposición cualquier mujer que él eligiera de cualquier otra aldea dentro del territorio donde ejercía soberanía, inclusive la esposa principal de otro rey bakalai que estuviera bajo su imperio o mandato. El acto no se consideraba humillante entre los jefes bakalai, sino un orgullo distinguir de esa manera al jefe de superior rango.

## Matrimonio
Los diferentes clanes y pueblos vecinos se casaban entre sí, lo que ayudaba a mejorar las relaciones y promovía un sentimiento amistoso entre los distintos grupos. Las personas del mismo clan no podían casarse entre sí. La menor consanguinidad se consideraba un abominación, sin embargo, un sobrino podía tomar las esposas de su tío y un hijo tomar las esposas de su padre, excepto su propia madre. La poligamia era lo habitual.

## Herencia
La ley de preferencia marcaba que el hijo mayor hereda al padre. También hereda el hijo mayor a sus hermanos. Si el hermano mayor fallece, el que le sigue en orden de edad será el heredero. En todos los casos junto a los bienes materiales se heredan las esposas, esclavos y demás personas de la servidumbre. En el caso de que todos los hermanos hubieran fallecido, el hijo mayor de la hermana mayor será el heredero  y así continúa hasta que se extingue la rama, pues todos los clanes se consideran descendientes del lado femenino (linaje matrilineal).  Una particularidad de la tradición bakalai es que a cada paso ocasionado por la muerte el heredero cambia de nombre, generalmente adoptando el del fallecido.

## Descripción histórica de Hugh Chisholm
El periodista y colaborador de la Enciclopedia Británica, Hugh Chisholm dejó la siguiente descripción del pueblo bakalai que fue publicada en el año 1911. Aunque desactualizada, forma parte del escaso material de estudio sobre esta etnia de África Occidental. La misma fue recogida y traducida al español como origen del presente artículo tras haber pasado al dominio público:
Bakalai (Bakale, Bangouens), es una tribu Bantu que habita una franja de tierra, anteriormente parte de Congo francés, entre el Ogowe río y 2° del sur
Bakalai emerge de los inmigrantes del sureste, se supone que esta conectado con Galoa, una de las tribus Mpongwe y principal pueblo ribereño de Ogowe. Los Bakalai han padecido mucho de las incursiones de sus vecinos del Colmillo, también provenientes del sureste y pueda ser que emigraron a su morada presente bajo la presión de estas personas en una fecha más temprana. Son cazadores entusiastas y fueron comerciantes de esclavos y goma; actualmente el tráfico de esclavos ha sido prohibido por las autoridades francesas.
Sus mujeres muestran bastante ingenio en adornar su cabello, a menudo tomando un día entero para arreglar su peinado; el cabello está tratado en la parte de arriba en una subestructura de arcilla e incorpora cabello postizo debidamente tratado; a menudo una capa de pigmento rojo, verde o amarillo completa el efecto. Los mismos colores suelen decorar las puertas de cabaña.Los pueblos, algunos de los cuales están fortificadas con empalizadas, son usualmente muy sucias; los jefes y hombres ricos viven a cierta distancia del pueblo, en sus propias plantaciones, donde enviaban a sus mujeres en tiempo de guerra
Los Bakalai del Lago Isanga incineran a sus muertos; aquellos del Alto Ogowe echan los cuerpos al río, con la excepción de aquellos asesinados en guerra. El cuerpo de un jefe está colocado en secreto en una cabaña levantada en las profundidades del bosque, el pueblo es abandonado para aquella noche, en algunos casos totalmente; los esclavos del difuntos son (o eran) sacrificados y sus mujeres azotadas y retiradas en cabañas para una semana. Las "muertes naturales" son atribuidas a las maquinaciones de un brujo, a menudo practicado mediante una pócima. De su organización social se sabe poco, pero parece que casi todos los individuos se abstienen de comer la carne de algún animal en particular